# 宗功寺公園

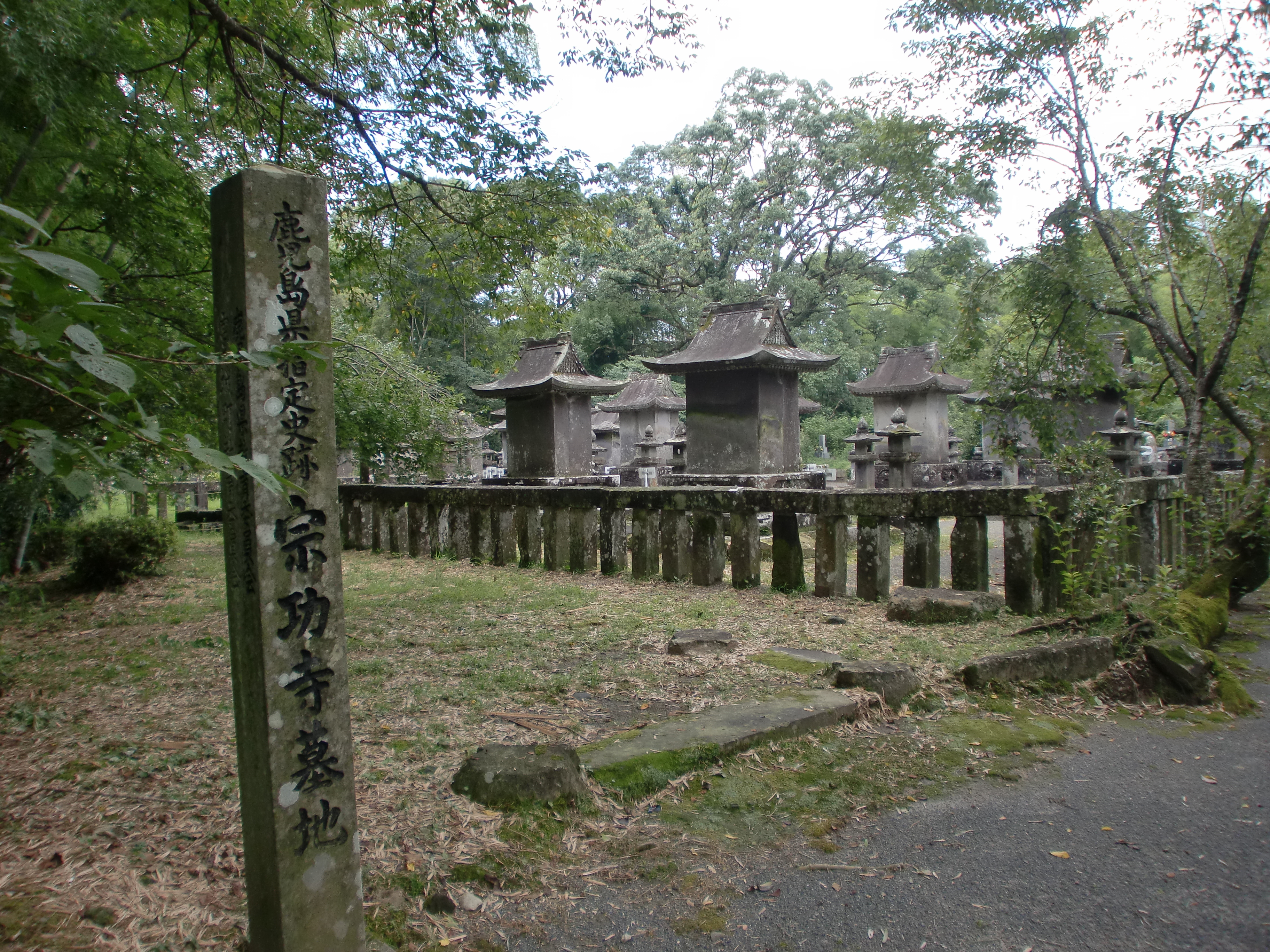
宗功寺墓地

宗功寺公園（そうこうじこうえん）は、鹿児島県薩摩郡さつま町虎居にある墓園。

## 沿革
同地は、慶長8年（1603年）頃にこの地の領主であった島津氏分家・宮之城家の当主であった島津忠長が菩提寺として建立した妙心寺末寺「大徳山宗功寺」（臨済宗）があった場所であった。明治2年の廃仏毀釈により宗功寺は廃寺となったが、宮之城家の墓所だけは残され、跡地は墓所を鑑賞するための公園となった。ここには初代・尚久の墓は無いが、2代目・忠長（ただたけ・ただなが）の墓から17代目・忠丸までの墓が残っている。墓地の入り口には、廃仏毀釈後に神社として奉った鳥居の跡がある。
丸に十字の島津の紋の使用を許された7代・久方、9代・久亮などの墓の上の紋には金箔が貼られていた跡がある。
また、久竹が建てた「祖先世功の碑」は大きな亀の背中に乗っており、その四面の文字を全て解読すると亀が動き出し、川内川を泳ぎだすと伝えられている。
なお、現当主18代目・忠之は京都ホテルグループの「ホテルオークラ」の社長でもあった（現在は引退して千葉県に在住）。
墓所自体は現在も宮之城島津家の管理下にあり、家型の特異な墓石などから鹿児島県指定史跡となっている。